# Łyżwiarstwo figurowe na Zimowych Igrzyskach Olimpijskich Młodzieży 2020 – pary sportowe
Łyżwiarstwo figurowe na Zimowych Igrzyskach Olimpijskich Młodzieży 2020 – pary sportowe – rywalizacja w jednej z konkurencji łyżwiarstwa figurowego – parach sportowych rozgrywanej na Zimowych Igrzyskach Olimpijskich Młodzieży 2020, która odbyła się 10 i 12 stycznia 2020 w hali CIG de Malley.

## Rekordy świata
| Rekordy świata juniorów (GOE±5) na moment rozpoczęcia zawodów (stan na 10 stycznia 2020): | Rekordy świata juniorów (GOE±5) na moment rozpoczęcia zawodów (stan na 10 stycznia 2020): | Rekordy świata juniorów (GOE±5) na moment rozpoczęcia zawodów (stan na 10 stycznia 2020): | Rekordy świata juniorów (GOE±5) na moment rozpoczęcia zawodów (stan na 10 stycznia 2020): | Rekordy świata juniorów (GOE±5) na moment rozpoczęcia zawodów (stan na 10 stycznia 2020): | Rekordy świata juniorów (GOE±5) na moment rozpoczęcia zawodów (stan na 10 stycznia 2020): |
| Konkurencja                                                                               | Segment                                                                                   | Zawodnicy                                                                                 | Punkty                                                                                    | Zawody                                                                                    | Data                                                                                      |
| ----------------------------------------------------------------------------------------- | ----------------------------------------------------------------------------------------- | ----------------------------------------------------------------------------------------- | ----------------------------------------------------------------------------------------- | ----------------------------------------------------------------------------------------- | ----------------------------------------------------------------------------------------- |
| Pary sportowe                                                                             | Nota łączna                                                                               | Apollinarija Panfiłowa / Dmitrij Ryłow                                                    | 192,73                                                                                    | JGP w Polsce 2019                                                                         | 20 września 2019                                                                          |
| Pary sportowe                                                                             | Program dowolny                                                                           | Anastasija Miszyna / Aleksandr Gallamow                                                   | 126,26                                                                                    | Finał Junior Grand Prix 2018                                                              | 8 grudnia 2018                                                                            |
| Pary sportowe                                                                             | Program krótki                                                                            | Apollinarija Panfiłowa / Dmitrij Ryłow                                                    | 70,97                                                                                     | JGP w Polsce 2019                                                                         | 19 września 2019                                                                          |

W trakcie zawodów ustanowiono następujące rekordy świata juniorów (GOE±5):
| Konkurencja   | Segment         | Zawodnicy                              | Punkty | Data             |
| ------------- | --------------- | -------------------------------------- | ------ | ---------------- |
| Pary sportowe | Nota łączna     | Apollinarija Panfiłowa / Dmitrij Ryłow | 199,21 | 12 stycznia 2020 |
| Pary sportowe | Program dowolny | Apollinarija Panfiłowa / Dmitrij Ryłow | 127,47 | 12 stycznia 2020 |
| Pary sportowe | Program krótki  | Apollinarija Panfiłowa / Dmitrij Ryłow | 71,74  | 10 stycznia 2020 |

## Wyniki

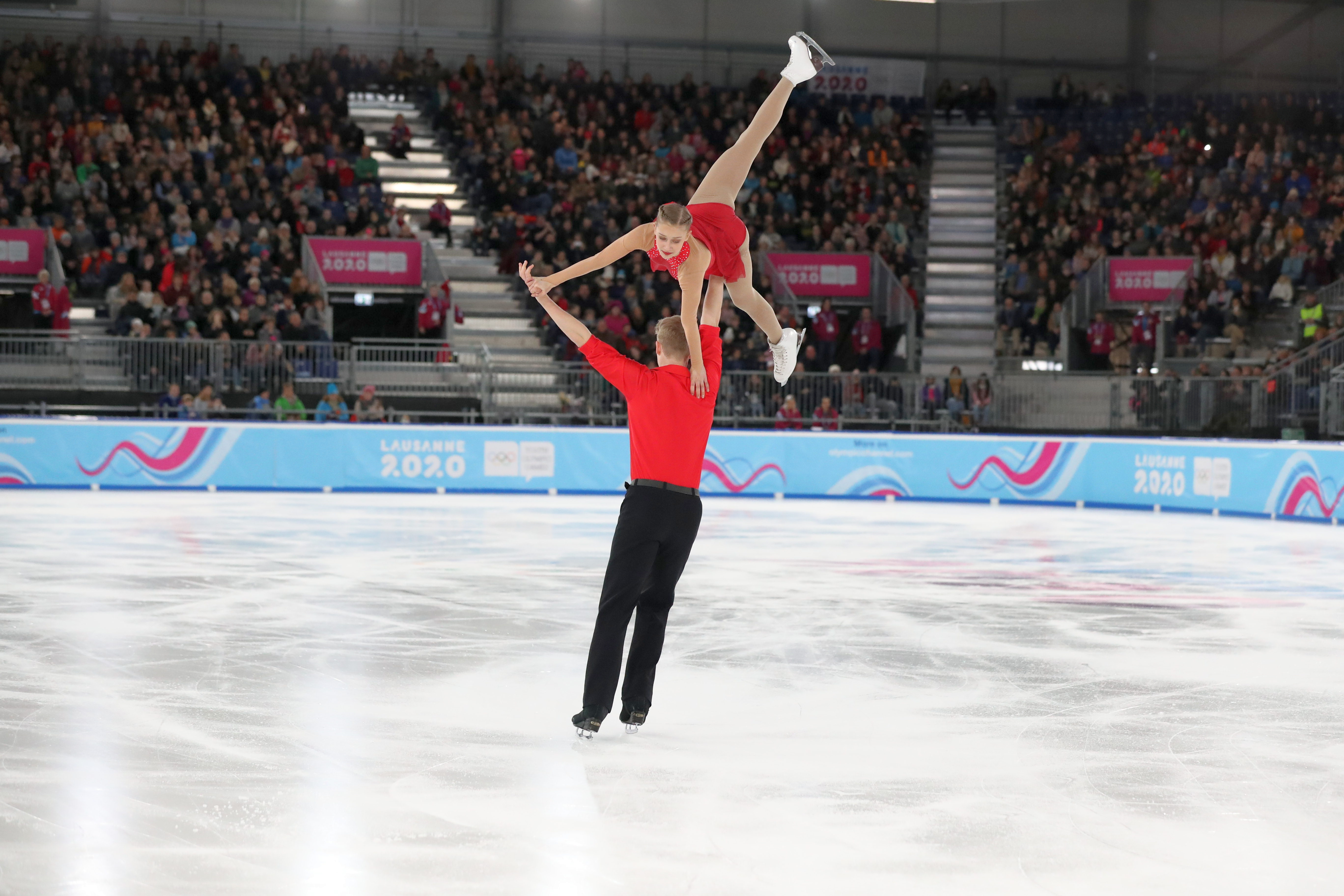
Letizia Roscher / Luis Schuster (GER)

| Poz. | Zawodnicy                              | Reprezentacja     | Nota łączna | SP | SP        | FS | FS         |
| ---- | -------------------------------------- | ----------------- | ----------- | -- | --------- | -- | ---------- |
| 01 ! | Apollinarija Panfiłowa / Dmitrij Ryłow | Rosja             | 199,21 JWR  | 1  | 71,74 JWR | 1  | 127,47 JWR |
| 02 ! | Diana Muchamietzianowa / Ilja Mironow  | Rosja             | 175,42      | 2  | 60,45     | 2  | 114,97     |
| 03 ! | Alina Butajewa / Łuka Bieruława        | Gruzja            | 157,29      | 3  | 59,14     | 3  | 98,15      |
| 4    | Brooke McIntosh / Brandon Toste        | Kanada            | 146,15      | 5  | 49,38     | 4  | 96,77      |
| 5    | Wang Yuchen / Huang Yihang             | Chiny             | 141,61      | 6  | 46,96     | 5  | 94,65      |
| 6    | Catherine Fleming / Jedidiah Isbell    | Stany Zjednoczone | 137,97      | 4  | 49,87     | 6  | 88,10      |
| 7    | Sofija Nesterowa / Artem Darenskij     | Ukraina           | 128,47      | 7  | 45,82     | 7  | 82,65      |
| 8    | Letizia Roscher / Luis Schuster        | Niemcy            | 123,05      | 8  | 42,80     | 8  | 80,25      |